# 阿侬人
阿侬人（Anong/Along/Nung/Nung Rawang），是居住在缅甸克钦邦的日旺人（约12万人）和中国云南省怒江傈僳族自治州福贡县上帕镇（2200人）、子里甲乡（1100人）、鹿马登乡（2100人）、石月亮乡（2200人）的怒族阿侬支系的总称，他们所操的语言，都是阿侬语。
阿侬人有70余个氏族，如:马特旺（Mutwang）、提塞勒旺、色旺（Serwang）、色撒、瓦克、阿古、彭色、瓦达姆空（Wvdamkong）等，因居住分散，有多种方言，甚至彼此之间不能听懂。克钦邦的日旺人有自己的文字（日旺文），日旺文是以马特旺（Mutwang）方言为基础，用拉丁字母制作。